# アレッサンドロ・オルランド
アレッサンドロ・オルランド（Alessandro Orlando, 1970年6月1日 - ）は、イタリア・ウーディネ出身の元サッカー選手、ポジションはDF(左サイドバック)、MF。

## 経歴
ウディネーゼ在籍時、1992-93シーズンの残留プレーオフ、ブレシア戦では決勝ゴールを挙げ、チームのA残留に貢献した。
1993-94シーズンACミランに加入、ここではパオロ・マルディーニの控えとしてマルディーニ欠場時に起用されていた。また中盤でも起用され、1993年のインターコンチネンタルカップにも途中出場した。1994-95シーズン開幕後にユヴェントスFCに移籍、当初はレギュラーとして起用されていたが、その後ロベルト・ヤルニと併用される形で出場機会を減らすが、2シーズン連続でセリエA優勝を果たした。1994年12月4日のフィオレンティーナ戦ではアレッサンドロ・デルピエロのキャリアを代表するゴールをクロスでアシストした。1995-96シーズンにフィオレンティーナ移籍、1996-97シーズンにはウディネーゼ・カルチョに復帰した。その後は様々な国内クラブを渡歩いた。
1992年にはイタリアU-21代表としてバルセロナ五輪に参加した。

## タイトル
サンプドリア
- スーペルコッパ・イタリアーナ : 1991

ACミラン
- セリエA：1993-1994
- UEFAチャンピオンズリーグ : 1993-94

ユヴェントス
- セリエA：1994-95
- コッパ・イタリア : 1994-95

フィオレンティーナ
コッパ・イタリア : 1995-96